# Segimer
Segimer o Sigimer, nom que vol dir "el conqueridor", (en llatí Segimerus) era un cap dels queruscs, germà de Segestes.
Va ser un dels dirigents de la revolta dels queruscs l'any 9. Estava al costat d'Armini en el moment de la derrota de Publi Quintili Varus a la batalla del bosc de Teutoburg.
L'any 15 es va rendir junt amb el seu fill Sesitaces al romà Estertini, lloctinent de Germànic Cèsar. Va ser desterrat a Colònia. Segimer va ser perdonat, però el seu fill va tenir dificultats per obtenir l'indult, ja que era acusat pels que havien sobreviscut a la derrota de Varus com un dels que havia maltractat les restes del general romà. En parlen Tàcit i Estrabó. El pare d'Armini, amb el que de vegades se'l confon, també portava el mateix nom.